# Дюрок (порода свиней)
Дюрок — американська порода свиней, виведена у північно-східній частині США шляхом схрещування гвінейських хряків з червоними свинями. Офіційна реєстрація породи відбулася в 1883 році. В Україну породу свиней дюрок завезли із США в 1976 році, а згодом також завозили із Чехословаччини в 1980-х роках.

## Опис
В результаті тривалої селекції була отримана свиня з великими габаритами, відмінними м'ясними показниками, витривала і добре пристосована до проживання в різних умовах, має широку і глибоку грудину, крутий згиб ребер, злегка аркоподібну спину і міцний поперек. Свині породи дюрок червоної масті зустрічаються з відтінками світло-червоного, рудого і коричневого кольору. Тварини міцної конституції, великих розмірів, високі. Тулуб середньої довжини, глибокий, компактний і широкий. Свині характеризуються спокійним норовом і виносливістю.  Довжина кнура досягає 185 см, свиноматки - 175 см. Голова невелика зі злегка увігнутим профілем. Вуха довгі, широкі, що звисають вперед. Груди глибокі, широка з округлими ребрами. Лінія спини тварини аркоподібна. Лапи міцні, високі, прямі, окости добре виконані, довгі. Кістяк міцний, грубий. Щетина груба.
Тварини мають червоний колір шкіри, широку і глибоку груднину, з крутим згибом ребер, злегка аркоподібну спину, міцний поперек. Тулуб компактний, глибокий, окороки добре виповнені, лапи високі й міцні, з вираженою торцевою (прямою) постановою. Голова широка, з легким вигибом профілю в лицевій частині. Вуха середньої величини, злегка звислі. Свині характеризуються спокійним норовом і винос-ливістю. Тварини цієї породи крупні, міцної конституції, маса дорослих кнурів досягає 400 кг. 
Представники дюрок дуже схожі з родичами — ландрас. Ці дві породи входять до п'ятірки найбільш високопродуктивних. Проте, вони мають кілька відмінностей: матки ландрас приводять більше потомства - в середньому, 12 особин, а це на 3-4 порося більше, ніж у дюрок. Дорослі кабани дюрок досягають більшої ваги — до 360 кг і мають більший забійний вихід. Головною особливістю свиней дрюк є ніжне м'ясо, яке цінується гурманами.

## Продуктивність
Забійний вихід м'яса становить 58-70%, сала - 10-15%. Сальний прошарок має товщину 1,2-1,8 см.